# Hio
Hio (llamada oficialmente Santo André do Hío) es una parroquia del municipio español de Cangas de Morrazo, en la provincia de Pontevedra, Galicia.

## Toponimia
La parroquia también es conocida por los nombres de San Andrés de Hio y San Andrés P. de Hio.

## Geografía
Pertenece a Hío la costa del extremo noroeste de la península de península del Morrazo conocida como Costa de la Vela y dentro de ella el paraje de Cabo Home así como la Playa de Barra, una de las playas nudistas mejores de Galicia, todo ello enmarcado en el  espacio protegido, y perteneciente a la Red Natura 2000 y es Zona Especial de Conservación-ZEC declarada por el decreto 37/2014 del 27 de marzo de 2014. Es contigua al parque natural de Parque nacional de las Islas Atlánticas.  Está declarada Zona de Especial Protección de los Valores Naturales y Lugar de Interés Comunitario. En el monte Facho de Donón se halla uno de los yacimientos de aras romanas más importante de España el conocido como santuario del dios Berobreo.
Situado en el extremo de la península del Morrazo, es la tierra firme más próxima a las islas Cíes (parque nacional de las Islas Atlánticas de Galicia); la parroquia, al hallarse rodeada de mar, océano Atlántico al oeste, norte y sur, y la ría de Aldán al este, posee un evidente carácter marítimo.
Se sitúan también en esta parroquia enclaves naturales como Cabo Home y el monte Facho de Donón dentro de la Costa de la Vela que forma el parque natural de la Dunas de Barra y costa de Soavela, abarca la línea costera desde Liméns hasta Cabo Home, incluyendo los sistemas dunares de Barra (segundos en importancia de la provincia) y los acantilados de la costa da Soavela, para girar de nuevo e incluir también la playa y dunas de Areabrava.
Con respecto al monte Facho, nuevos hallazgos arqueológicos están revelando su gran importancia estratégica y demográfica que poseía este poblado antes de la romanización, dedicado al dios Berobreo. Se exponen en el museo de Vigo los restos hallados en este yacimiento castreño. También existe una vía romana que sube al castro de O Facho, y varios yacimientos de petroglifos.
Las playas más conocidas son la de Vilariño, Barra, la de Nerga, Castiñeiras, Arneles, Liméns y Areabrava. 

## Organización territorial
La parroquia está formada por siete entidades de población:
- Donón
- Liméns
- Nerga
- O Iglesario (Igrexario)(O Igrexario)
- Pinténs
- Vilanova
- Vilariño

## Demografía
| Gráfica de evolución demográfica de Hio entre 2000 y 2023 |
|                                                           |
| Datos según el nomenclátor publicado por el INE.          |

## Patrimonio
En sus terrenos se alza el crucero de Hío que está considerado como el más importante de Galicia por su excelente talla, obra del maestro Cerviño (siglo XIX). Este crucero forma parte de un conjunto religioso compuesto por la iglesia románica de San Andrés de Hío y la casa rectoral.

## Cultura
Su folclore es relevante por el hecho de haberse transmitido por generaciones la famosa Danza de San Roque, que el día 16 de agosto, se baila en el atrio parroquial frente al famoso cruceiro, que no en pocas ocasiones, ha representado gráficamente a Galicia al igual que la Catedral de Santiago.
Entre los objetos perdidos que posee esta parroquia se halla la famosa Dema do Hío.